# Zygonyx regisalberti
Zygonyx regisalberti – gatunek ważki z rodziny ważkowatych (Libellulidae). Występuje w środkowej Afryce – od zachodniej Ugandy i zachodniej Tanzanii przez Demokratyczną Republikę Konga do Angoli i Gabonu.